# Aeropuerto de Lac Brochet

El Aeropuerto de Lac Brochet (del inglés: Lac Brochet Airport) (IATA: XLB, OACI: CZWH) está ubicado a 1 MN (1,9 km; 1,2 mi) al  noreste de Lac Brochet, Manitoba, Canadá.

## Aerolíneas y destinos
- Perimeter Airlines
  - Winnipeg / Aeropuerto Internacional de Winnipeg-Armstrong
  - Tadoule Lake / Aeropuerto de Tadoule Lake
  - Thompson / Aeropuerto de Thompson